# Лисово (Болгарія)
Ли́сово (болг. Лисово) — село в Хасковській області Болгарії. Входить до складу общини Свиленград.

## Населення
За даними перепису населення 2011 року у селі проживали 3 особи, усі — цигани.
Розподіл населення за віком у 2011 році:
Динаміка населення: